# Liga de Campeones de la AFC 2004
La Liga de Campeones de la AFC 2004 fue la vigésima tercera edición del torneo de clubes de fútbol más importante de Asia. Se disputó desde el 11 de febrero al 1 de diciembre de 2004, y contó con la participación de 28 equipos, más el campeón de la edición anterior. El equipo ganador del evento fue Al-Ittihad de Arabia Saudita, tras vencer en la final a doble partido por 1:3 y 5:0 a Seongnam Ilhwa Chunma de Corea del Sur. De esta forma, Al-Ittihad obtuvo su primer título en este evento.

## Participantes por asociación
| Zona Oeste Asiático | Zona Oeste Asiático    | Zona Oeste Asiático  | Zona Oeste Asiático |
| Asociación          | Asociación             | AFC Champions League | AFC Cup             |
| ------------------- | ---------------------- | -------------------- | ------------------- |
| 1                   | Emiratos Árabes Unidos | 2+1                  |                     |
| 2                   | Arabia Saudíta         | 2                    |                     |
| 3                   | Irán                   | 2                    |                     |
| 4                   | Catar                  | 2                    |                     |
| 5                   | Uzbekistán             | 2                    |                     |
| 6                   | Irak                   | 2                    |                     |
| 7                   | Kuwait                 | 2-1                  |                     |
| 8                   | Baréin                 | 2-2                  |                     |
| 9                   | Siria                  |                      | 2                   |
| 10                  | India                  |                      | 2                   |
| 11                  | Líbano                 |                      | 2                   |
| 12                  | Turkmenistán           |                      | 2                   |
| 13                  | Bangladés              |                      | 2-1                 |
| 14                  | Yemen                  |                      | 2-1                 |
| 15                  | Omán                   |                      | 1                   |
| 16                  | Jordania               |                      | 0                   |
| 17                  | Kirguistán             |                      | 0                   |
| 18                  | Nepal                  |                      | 0                   |
| 19                  | Pakistán               |                      | 0                   |
| 20                  | Sri Lanka              |                      | 0                   |
| 21                  | Tayikistán             |                      | 0                   |
| 22                  | Afganistán             |                      | 0                   |
| 23                  | Palestina              |                      | 0                   |
| Total Participantes | Total Participantes    | 16+1-3               | 12-2                |

- Emiratos Árabes Unidos tuvo un cupo extra en la Liga de Campeones de la AFC debido a que tenían al campeón vigente
- Un equipo de Kuwait fue descalificado de la Liga de Campeones de la AFC y sus partidos fueron borrados del historial
- Un equipo de Baréin fue descalificado de la Liga de Campeones de la AFC y sus partidos fueron borrados del historial y el otro retiró su participación
- Un Cupo de India de la AFC Cup fue movido a la Zona Este
- Un equipo de Bangladés fue descalificado de la Copa AFC
- Un equipo de Yemén fue descalificado de la Copa AFC
- Jordania, Kirguistán, Nepal, Pakistán, Sri Lanka, Tayikistán, Afganistán y Palestina no tuvieron participación en torneos AFC esta temporada
- Bangladés geográficamente pertenece a la Zona Este

| Zona Este Asiático  | Zona Este Asiático  | Zona Este Asiático   | Zona Este Asiático |
| Asociación          | Asociación          | AFC Champions League | AFC Cup            |
| ------------------- | ------------------- | -------------------- | ------------------ |
| 1                   | República de Corea  | 2                    |                    |
| 2                   | Japón               | 2                    |                    |
| 3                   | China               | 2                    |                    |
| 4                   | Indonesia           | 2                    |                    |
| 5                   | Tailandia           | 2                    |                    |
| 6                   | Vietnam             | 2                    |                    |
| 7                   | Singapur            |                      | 2                  |
| 8                   | Malasia             |                      | 2                  |
| 9                   | Maldivas            |                      | 2                  |
| 10                  | Hong Kong           |                      | 1                  |
| 11                  | Bután               |                      | 0                  |
| 12                  | Camboya             |                      | 0                  |
| 13                  | Taiwán              |                      | 0                  |
| 14                  | Birmania            |                      | 0                  |
| 15                  | Brunéi Darussalam   |                      | 0                  |
| 16                  | Filipinas           |                      | 0                  |
| 17                  | Guam                |                      | 0                  |
| 18                  | Laos                |                      | 0                  |
| 19                  | Macao               |                      | 0                  |
| 20                  | Mongolia            |                      | 0                  |
| 21                  | RPD Corea           |                      | 0                  |
| 22                  | Timor Oriental      |                      | 0                  |
| Total Participantes | Total Participantes | 12                   | 7                  |

- Bután, Camboya, Taiwán, Birmania,Brunéi Darussalam, Filipinas, Guam, Laos, Macao, Mongolia RPD Corea y Timor Oriental no tuvieron participación en torneos AFC esta temporada
- Maldivas geográficamente pertenece a la Zona Oeste

## Fase de grupos

### Grupo A
| Pos. | Equipo    | Pts. | PJ | G | E | P | GF | GC | Dif. | Clasificación |
| ---- | --------- | ---- | -- | - | - | - | -- | -- | ---- | ------------- |
| 1    | Pakhtakor | 7    | 4  | 2 | 1 | 1 | 3  | 1  | +2   | Segunda fase  |
| 2    | Zob Ahan  | 5    | 4  | 1 | 2 | 1 | 4  | 5  | −1   |               |
| 3    | Qatar SC  | 3    | 4  | 0 | 3 | 1 | 3  | 4  | −1   |               |
| 4    | Riffa     | 0    | 0  | 0 | 0 | 0 | 0  | 0  | 0    | Descalificado |

 Fuente: 
Notas:
1. ↑  Riffa abandonó el torneo por razones de seguridad, por lo que fue suspendido de las competiciones organizadas por la AFC por dos años.

| Local     | Visita    | Ida | Vuelta |
| --------- | --------- | --- | ------ |
| Zob Ahan  | Pakhtakor | 1-0 | 0-2    |
| Pakhtakor | Qatar SC  | 1-0 | 0-0    |
| Qatar SC  | Zob Ahan  | 3-3 | 0-0    |

### Grupo B
| Pos. | Equipo            | Pts. | PJ | G | E | P | GF | GC | Dif. | Clasificación |
| ---- | ----------------- | ---- | -- | - | - | - | -- | -- | ---- | ------------- |
| 1    | Al-Wahda          | 6    | 4  | 1 | 3 | 0 | 3  | 0  | +3   | Segunda fase  |
| 2    | Al Sadd           | 5    | 4  | 1 | 2 | 1 | 1  | 1  | 0    |               |
| 3    | Al-Quwa Al-Jawiya | 4    | 4  | 1 | 1 | 2 | 1  | 4  | −3   |               |
| 4    | Al Qadisiya       | 0    | 0  | 0 | 0 | 0 | 0  | 0  | 0    | Descalificado |

 Fuente: 
Notas:
1. ↑  El 20 de abril durante el partido entre Al-Qadisiya y Al-Sadd, el personal de seguridad de fue atacado por aficionados del equipo visitante;por lo que Al-Qadisiya fue expulsado del torneo y suspendido de los torneos organizados por la AFC por tres años. Los partidos fueron anulados.

| Local             | Visita            | Ida | Vuelta |
| ----------------- | ----------------- | --- | ------ |
| Al-Wahda          | Al-Sadd           | 0-0 | 0-0    |
| Al-Sadd           | Al Quwa Al Jawiya | 1-0 | 0-1    |
| Al Quwa Al Jawiya | Al-Wahda          | 3-0 | 0-0    |

### Grupo C
| Pos. | Equipo    | Pts. | PJ | G | E | P | GF | GC | Dif. | Clasificación |
| ---- | --------- | ---- | -- | - | - | - | -- | -- | ---- | ------------- |
| 1    | Sharjah   | 10   | 4  | 3 | 1 | 0 | 10 | 4  | +6   | Segunda fase  |
| 2    | Al-Hilal  | 7    | 4  | 2 | 1 | 1 | 6  | 6  | 0    |               |
| 3    | Al-Shurta | 0    | 4  | 0 | 0 | 4 | 3  | 9  | −6   |               |
| 4    | Al-Ahli   | 0    | 0  | 0 | 0 | 0 | 0  | 0  | 0    | Abandonó      |

 Fuente: 
Notas:
1. ↑  Al-Ahli abandonó el torneo luego de que la Federación de Fútbol de Baréin convocó a siete de sus jugadores para integrar el equipo nacional para la clasificación a los Juegos Olímpicos y la Copa Mundial de Fútbol.[4]

| Local     | Visita    | Ida | Vuelta |
| --------- | --------- | --- | ------ |
| Sharjah   | Al Shurta | 2-0 | 3-2    |
| Al Shurta | Al Hilal  | 1-2 | 0-2    |
| Al Hilal  | Sharjah   | 0-0 | 2-5    |

### Grupo D
| Pos. | Equipo     | Pts. | PJ | G | E | P | GF | GC | Dif. | Clasificación |
| ---- | ---------- | ---- | -- | - | - | - | -- | -- | ---- | ------------- |
| 1    | Al-Ittihad | 13   | 6  | 4 | 1 | 1 | 14 | 4  | +10  | Segunda fase  |
| 2    | Sepahan    | 13   | 6  | 4 | 1 | 1 | 15 | 10 | +5   |               |
| 3    | Al-Arabi   | 8    | 6  | 2 | 2 | 2 | 8  | 10 | −2   |               |
| 4    | Neftchi    | 0    | 6  | 0 | 0 | 6 | 5  | 18 | −13  |               |

 Fuente: 
| Local      | Visita     | Ida | Vuelta |
| ---------- | ---------- | --- | ------ |
| Sepahan    | Neftchi    | 4-0 | 3-1    |
| Al Ittihad | Al Arabi   | 2-0 | 0-0    |
| Neftchi    | Al Ittihad | 1-3 | 0-3    |
| Al Arabi   | Sepahan    | 2-2 | 1-3    |
| Sepahan    | Al Ittihad | 3-2 | 0-4    |
| Al Arabi   | Neftchi    | 3-2 | 2-1    |

### Grupo E
| Pos. | Equipo                 | Pts. | PJ | G | E | P | GF | GC | Dif. | Clasificación |
| ---- | ---------------------- | ---- | -- | - | - | - | -- | -- | ---- | ------------- |
| 1    | Jeonbuk Hyundai Motors | 12   | 6  | 4 | 0 | 2 | 14 | 5  | +9   | Segunda fase  |
| 2    | Jubilo Iwata           | 12   | 6  | 4 | 0 | 2 | 14 | 11 | +3   |               |
| 3    | Shanghai Shenhua       | 9    | 6  | 3 | 0 | 3 | 7  | 9  | −2   |               |
| 4    | BEC Tero               | 3    | 6  | 1 | 0 | 5 | 6  | 16 | −10  |               |

 Fuente: 
| Local                  | Visita                 | Ida | Vuelta |
| ---------------------- | ---------------------- | --- | ------ |
| Jeonbuk Hyundai Motors | Júbilo Iwata           | 1-2 | 4-2    |
| BEC Tero               | Shanghai Shenhua       | 4-1 | 0-1    |
| Júbilo Iwata           | BEC Tero               | 3-0 | 3-2    |
| Shanghai Shenhua       | Jeonbuk Hyundai Motors | 0-1 | 1-0    |
| Júbilo Iwata           | Shanghai Shenhua       | 2-1 | 2-3    |
| Jeonbuk Hyundai Motors | BEC Tero               | 4-0 | 4-0    |

### Grupo F
| Pos. | Equipo            | Pts. | PJ | G | E | P | GF | GC | Dif. | Clasificación |
| ---- | ----------------- | ---- | -- | - | - | - | -- | -- | ---- | ------------- |
| 1    | Dalian Shide      | 15   | 6  | 5 | 0 | 1 | 11 | 5  | +6   | Segunda fase  |
| 2    | Hoang Anh Gia Lai | 7    | 6  | 2 | 1 | 3 | 10 | 10 | 0    |               |
| 3    | Krung Thai Bank   | 7    | 6  | 2 | 1 | 3 | 8  | 11 | −3   |               |
| 4    | PSM Makassar      | 6    | 6  | 2 | 0 | 4 | 9  | 12 | −3   |               |

 Fuente: 
| Local        | Visita       | Ida | Vuelta |
| ------------ | ------------ | --- | ------ |
| Krung Thai   | Dalian Shide | 0-2 | 1-3    |
| Hoang Anh    | PSM Makassar | 5-1 | 0-3    |
| Dalian Shide | Hoang Anh    | 2-0 | 1-3    |
| PSM Makassar | Krung Thai   | 2-3 | 2-1    |
| Hoang Anh    | Krung Thai   | 0-1 | 2-2    |
| PSM Makassar | Dalian Shide | 0-1 | 1-2    |

### Grupo G
| Pos. | Equipo                | Pts. | PJ | G | E | P | GF | GC | Dif. | Clasificación |
| ---- | --------------------- | ---- | -- | - | - | - | -- | -- | ---- | ------------- |
| 1    | Seongnam Ilhwa Chunma | 15   | 6  | 5 | 0 | 1 | 24 | 4  | +20  | Segunda fase  |
| 2    | Yokohama F. Marinos   | 15   | 6  | 5 | 0 | 1 | 19 | 3  | +16  |               |
| 3    | Persik Kediri         | 4    | 6  | 1 | 1 | 4 | 5  | 27 | −22  |               |
| 4    | Binh Dinh             | 1    | 6  | 0 | 1 | 5 | 3  | 17 | −14  |               |

 Fuente: 
| Local                 | Visita                | Ida | Vuelta |
| --------------------- | --------------------- | --- | ------ |
| Pisico Bình Dinh      | Yokohama F. Marinos   | 0-3 | 0-6    |
| Persik Kediri         | Seongnam Ilhwa Chunma | 1-2 | 0-15   |
| Yokohama F. Marinos   | Persik Kediri         | 4-0 | 4-1    |
| Seongnam Ilhwa Chunma | Pisico Bình Dinh      | 2-0 | 3-1    |
| Pisico Bình Dinh      | Persik Kediri         | 2-2 | 0-1    |
| Yokohama F. Marinos   | Seongnam Ilhwa Chunma | 1-2 | 1-0    |

## Segunda fase
|  | Cuartos de final       | Cuartos de final       | Cuartos de final      |   |            | Semifinales        | Semifinales        | Semifinales        |  |  | Final                            | Final                            | Final                            |
|  | 14 y 21 de septiembre  | 14 y 21 de septiembre  | 14 y 21 de septiembre |   |            | 19 y 26 de octubre | 19 y 26 de octubre | 19 y 26 de octubre |  |  | 24 de noviembre y 1 de diciembre | 24 de noviembre y 1 de diciembre | 24 de noviembre y 1 de diciembre |
|  |                        |                        |                       |   |            |                    |                    |                    |  |  |                                  |                                  |                                  |
|  | Al-Wahda               | 1                      | 0                     |   |            |                    |                    |                    |  |  |                                  |                                  |                                  |
|  | Pakhtakor              | 1                      | 4                     |   |            |                    |                    |                    |  |  |                                  |                                  |                                  |
|  | Pakhtakor              | 1                      | 4                     |   | Pakhtakor  | 0                  | 0                  |                    |  |  |                                  |                                  |                                  |
|  |                        |                        |                       |   | Pakhtakor  | 0                  | 0                  |                    |  |  |                                  |                                  |                                  |
|  |                        | Seongnam Ilhwa Chunma  | 0                     | 2 |            |                    |                    |                    |  |  |                                  |                                  |                                  |
|  | Seongnam Ilhwa Chunma  | Seongnam Ilhwa Chunma  | 0                     | 2 | 6          | 5                  |                    |                    |  |  |                                  |                                  |                                  |
|  | Seongnam Ilhwa Chunma  |                        |                       |   | 6          | 5                  |                    |                    |  |  |                                  |                                  |                                  |
|  | Sharjah                | 0                      | 2                     |   |            |                    |                    |                    |  |  |                                  |                                  |                                  |
|  |                        |                        |                       |   |            |                    |                    |                    |  |  | Seongnam Ilhwa Chunma            | 3                                | 0                                |
|  |                        |                        | Al-Ittihad            | 1 | 5          |                    |                    |                    |  |  |                                  |                                  |                                  |
|  | Dalian Shide           | 0                      | 0                     |   |            |                    |                    |                    |  |  |                                  |                                  |                                  |
|  | Al-Ittihad             | 0                      | 1                     |   |            |                    |                    |                    |  |  |                                  |                                  |                                  |
|  | Al-Ittihad             | 0                      | 1                     |   | Al-Ittihad | 2                  | 2                  |                    |  |  |                                  |                                  |                                  |
|  |                        |                        |                       |   | Al-Ittihad | 2                  | 2                  |                    |  |  |                                  |                                  |                                  |
|  |                        | Jeonbuk Hyundai Motors | 1                     | 2 |            |                    |                    |                    |  |  |                                  |                                  |                                  |
|  | Al-Ain                 | Jeonbuk Hyundai Motors | 1                     | 2 | 0          | 1                  |                    |                    |  |  |                                  |                                  |                                  |
|  | Al-Ain                 |                        |                       |   | 0          | 1                  |                    |                    |  |  |                                  |                                  |                                  |
|  | Jeonbuk Hyundai Motors | 1                      | 4                     |   |            |                    |                    |                    |  |  |                                  |                                  |                                  |

### Cuartos de final
| Equipo 1              | Agr. | Equipo 2               | Ida | Vuelta |
| --------------------- | ---- | ---------------------- | --- | ------ |
| Al-Ain                | 1–5  | Jeonbuk Hyundai Motors | 0–1 | 1–4    |
| Dalian Shide          | 1–2  | Al-Ittihad             | 1–1 | 0–1    |
| Al-Wahda              | 1–5  | Pakhtakor              | 1–1 | 0–4    |
| Seongnam Ilhwa Chunma | 11–2 | Sharjah                | 6–0 | 5–2    |

| 14-9-2004 | Dalian Shide | 1–1 | Al-Ittihad  | People's Stadium, Dalian |  |
|           | Zou Jie 66'  |     | Carevic 25' |                          |  |

| 21-9-2004 | Al-Ittihad | 1–0 (Global 2-1) | Dalian Shide | Prince Abdullah Al Faisal Stadium, Jeddah |  |
|           | Tukar 68'  |                  |              |                                           |  |

| 14-9-2004 | Al-Ain | 0–1 | Jeonbuk Hyundai Motors | Tahnoun Bin Mohamed Stadium, Al Ain |  |
|           |        |     | Gomes 90+3'            |                                     |  |

| 21-9-2004 | Jeonbuk Hyundai Motors                                         | 4–1 (Global 5-2) | Al-Ain     | Jeonju World Cup Stadium, Jeonju |  |
|           | Namkung Do 53' · Rink 69' · Gomes 90+1' · Park Dong-Hyuk 90+3' |                  | Yaslam 88' |                                  |  |

| 15-9-2004 | Seongnam Ilhwa Chunma                                                                     | 6–0 | Sharjah | Seongnam 2 Stadium, Seongnam |  |
|           | Kim Do-Hoon 20' · Lee Ki-Hyung 49' · Dudu 52' 65' (pen.) · Do Jae-Joon 81' · Laktonov 89' |     |         |                              |  |

| 22-9-2004 | Sharjah                  | 2–5 (Global 2-11) | Seongnam Ilhwa Chunma                                         | Sharjah Stadium, Sharjah |  |
|           | Ndaye 44' · Anderson 66' |                   | Dudu 11', 25' · Marcelo 20' · Kim Do-Hoon 32' · Laktionov 74' |                          |  |

| 15-9-2004 | Al-Wahda     | 1–1 | Pakhtakor   | Al-Nahyan Stadium, Abu Dhabi |  |
|           | Koutouan 10' |     | Magdeev 85' |                              |  |

| 22-9-2004 | Pakhtakor                                         | 4–0 (Global 5-1) | Al-Wahda | Pakhtakor Stadium, Taskent |  |
|           | Soliev 21' · Shishelov 44' 90' · Salem 86' (a.g.) |                  |          |                            |  |

### Semifinales
| Equipo 1              | Agr. | Equipo 2               | Ida | Vuelta |
| --------------------- | ---- | ---------------------- | --- | ------ |
| Al-Ittihad            | 4–3  | Jeonbuk Hyundai Motors | 2–1 | 2–2    |
| Seongnam Ilhwa Chunma | 2–0  | Pakhtakor              | 0–0 | 2–0    |

| 19-10-2004 | Al-Ittihad                | 2–1 | Jeonbuk Hyundai Motors | Prince Abdullah Al Faisal Stadium, Jeddah |  |
|            | Noor 27' · Montashari 87' |     | Botti 85'              |                                           |  |

| 26-10-2004 | Jeonbuk Hyundai Motors | 2–2 (Global 3-4) | Al-Ittihad                    | Jeonju World Cup Stadium, Jeonju |  |
|            | Rink 32' · Botti 43'   |                  | Tcheco 68' (pen.) · Osama 89' |                                  |  |

| 20-10-2004 | Seongnam Ilhwa Chunma | 0–0 | Pakhtakor | Seongnam 2 Stadium, Seongnam   |  |
|            |                       |     |           | Asistencia: 5,000 espectadores |  |

| 27-10-2004 | Pakhtakor | 0–2 (Global 0-2) | Seongnam Ilhwa Chunma      | Pakhtakor Stadium, Taskent |  |
|            |           |                  | Kim Do-Hoon 37' · Dudu 56' |                            |  |

### Final
| Equipo 1   | Agr. | Equipo 2              | Ida | Vuelta |
| ---------- | ---- | --------------------- | --- | ------ |
| Al-Ittihad | 6–3  | Seongnam Ilhwa Chunma | 1–3 | 5–0    |

| 24-11-2004 | Al-Ittihad | 1–3 | Seongnam Ilhwa Chunma                                | Prince Abdullah Al Faisal Stadium, Jeddah |  |
|            | Tukar 28'  |     | Laktionov 26' · Kim Do-Hoon 80' · Jang Hak-Young 88' |                                           |  |

| 1-12-2004 | Seongnam Ilhwa Chunma | 0–5 (Global 3-6) | Al-Ittihad                                                | Seongnam Sports Complex, Seongnam |  |
|           |                       |                  | Tukar 29' · Idris 45+4' · Noor 56', 78' · Abushgeer 90+5' |                                   |  |

## Campeón
| Bandera de Arabia Saudita      |
| Campeón Al-Ittihad 1.er título |